# Økonomisk ulighed
Ved økonomisk ulighed (også omtalt som indkomstulighed eller formue- og indkomstforskelle) forstås forskellene i fordelingen mellem individer eller grupper af deres økonomiske aktiver, indkomst eller formue. Begrebet refererer typisk til uligheden mellem personer inden for et givet samfund, men kan også referere til ulighed mellem forskellige lande. Problemstillingen økonomisk ulighed omfatter spørgsmål om retfærdighed og lignende etisk-politiske problemstillinger.
Lighed kan både opfattes som lighed for loven, lighed i muligheder og lighed i udfald, og implikationerne heraf er ret forskellige. Statistik for indkomstfordelinger er et eksempel på, at man måler lighed i udfald (personers indkomst). Indkomstforskelle kan både være et resultat af, at folk har haft forskellige muligheder i deres tilværelse, eller at de har haft samme muligheder fra starten, men udnyttet dem forskelligt. De vigtigste årsager til indkomstforskelle er - ud over den økonomiske politik i det pågældende land - forskelle i evner, arbejdsindsats, held og arv. Mens indkomstforskelle som følge af forskelle i arvede formuer skyldes ulige muligheder, vil indkomstforskelle som følge af forskellig arbejdsindsats være et eksempel på, at folk med lige muligheder udnytter disse muligheder forskelligt.
Der er delte meninger om ønskeligheden og konsekvenserne af ulighed. I en række tilfælde vil der være en afvejning mellem at opnå økonomisk lighed og samfundsøkonomisk effektivitet i et samfund, idet tiltag, der forøger det ene, samtidig vil forringe det andet. Dette trade-off gælder dog ikke i alle situationer. Mens en vis ulighed kan fremme investeringer, kan for stor ulighed således være destruktiv for investeringsniveauet. Indkomstulighed kan også være en hindring for langsigtet vækst. Forskellige statistiske analyser, der sammenligner ulighed med årlig økonomisk vækst, er dog ikke kommet frem til nogen klar konklusion. Et af de seneste eksempler er en analyse fra 2011, hvor nogle forskere fra Den Internationale Valutafond (IMF) offentliggjorde en analyse, der påpegede, at lighed i indkomster forøgede varigheden af landes vækstperioder mere end frihandel, lav korruption, udenlandske investeringer eller lav udlandsgæld.
Økonomisk ulighed varierer for forskellige samfund, historiske perioder og økonomiske strukturer. Begrebet kan referere til tværsnitsbeskrivelser af indkomsten eller formuen på et givet tidspunkt eller til livstids-indkomsterne og formuen over længere tidsperioder.
Der findes forskellige talmæssige indeks, der kan måle økonomisk ulighed. Gini-koefficienten er et af de mest prominente, men der eksisterer også mange andre metoder.
Der har generelt været en stigende ulighed i de økonomiske vilkår og specielt indkomstfordelingerne i Danmark og de fleste andre vestlige lande i de seneste årtier. En del undersøgelser opfatter ulighed som et voksende samfundsmæssigt problem.

## Ulighedens omfang og udvikling
Uligheden i indkomster er generelt højere i ulande end i ilande; inden for ilandene er der store forskelle. Traditionelt har indkomstfordelingen i de nordiske lande været blandt de mest lige i verden, mens et land som USA har en meget stor grad af indkomstulighed blandt OECD-landene.
De seneste årtier har set en stigning i uligheden i de fleste vestlige lande. Uligheden er steget i USA og Storbritannien siden omkring 1980, og fra sidst i 1980’erne har denne trend spredt sig til mange andre lande. Siden 2000-tallet har denne udvikling også været tydelig i lande, der har tradition for en ret lige indkomstfordeling, som Tyskland, Sverige og Danmark.
En undersøgelse med titlen "Divided we Stand: Why Inequality Keeps Rising” fra 2011, offentliggjort af OECD, beskrev en række konklusioner om årsager, konsekvenser og policy-implikationer for den igangværende intensificering af ekstrem rigdom og fattigdom i OECD's 22 medlemslande:
- Indkomstuligheden i OECD-landene er på sit højeste niveau i det sidste halve århundrede. Den gennemsnitlige indkomst for de rigeste 10 % af befolkningerne er ca. ni gange så stor som for de fattigste 10 %, mod syv gange for 25 år siden.
- I USA er uligheden forøget fra et allerede højt niveau.
- Andre traditionelt mere lighedsorienterede lande som Tyskland, Danmark og Sverige har set afstanden mellem rige og fattige stige fra 5 til 1 i 1980'erne til 6 til 1 i dag.

I løbet af de to årtier forud for den globale finanskrise steg den reale disponible indkomst for husholdningerne i gennemsnit med 1,7 % om året i OECD's 34 medlemslande. Afstanden mellem rige og fattige steg imidlertid i de fleste lande. Med undtagelse af Frankrig, Japan og Spanien er lønningerne for de 10 % højstlønnede steget i forhold til de 10 % lavestlønnede. Forskellen mellem de 10 % i toppen og i bunden varierer meget fra land til land. I de nordiske og mange kontinentaleuropæiske lande er forholdet lavt, mens det er omkring 14 til 1 i Israel, Tyrkiet og USA og 27 til 1 i Chile og Mexico.”
I EU’s 15 ældste medlemslande var den gennemsnitlige ulighed målt ved Gini-koefficienten for den disponible indkomst på 29 i 2001, mens den i 2012 var steget til 30,7. Danmark havde i 2001 den mest lige indkomstfordeling med en Gini-koefficient på 22, men lå i 2012 på ellevtepladsen blandt EU’s 28 medlemslande, idet Gini-koefficienten her var 28,1 – en stigning på knap 28 %. Det mest lige EU-land var i 2012 Slovenien (23,7), mens det mest ulige land var Letland (35,7).
En undersøgelse fra World Institute for Development Economics Research ved United Nations University nævner, at den rigeste 1 % af alle voksne ejede 40 % af verdens aktiver i 2000. Ifølge bl.a. PolitiFact har de 400 rigeste amerikanere "en større formue end halvdelen af alle amerikanere tilsammen." En rapport fra Oxfam International fra 2013 nævner, at ændringen i nettoformuen for de 100 rigeste personer fra 2011 til 2012 var mere end fire gange så stor som det beløb, der skal til for at eliminere global fejlernæring i 2013. Direktøren for Oxfam, Jeremy Hobbs sagde, at "Vi kan ikke længere lade som om, skabelsen af rigdomme for nogle få automatisk vil blive til gavn for de mange - for ofte er det modsatte sandt."

## Faktorer der påvirker uligheden
Der er mange forskellige årsager til økonomisk ulighed inden for de enkelte samfund. De økonomiske vismænd nævner således, at indkomstforskelle kan skyldes "en lang række faktorer, som er konsekvensen af både muligheder og egen indsats så som arv, flid, evner, held på arbejds- og kapitalmarkedet samt velfærdsstatens intervention i form af skatteopkrævning og udbetaling af sociale overførsler".
Den nylige stigning i den samlede indkomstulighed er, i hvert fald i OECD-landene, først og fremmest drevet af stigende ulighed i lønindkomster.
Faktorer, der menes at påvirke økonomisk ulighed, omfatter i øvrigt:
- arbejdsmarkedsforhold[9]
- globalisering[21]
- teknologiske ændringer i produktionen[21]
- politiske reformer[9]
- ændringer i skattesystemets progression[22]
- race-, køns- og anden diskriminering[23]
- nepotisme
- variationer i medfødte evner[24]

### Arbejdsmarkedet
En vigtig årsag til økonomisk ulighed i moderne markedsøkonomier er bestemmelsen af lønninger på arbejdsmarkedet.
Lønninger fungerer på samme måde som priser for andre typer af goder. Udbud og efterspørgsel på markedet, i dette tilfælde arbejdsmarkedet, fastsætter prisen (lønnen) på den pågældende type arbejdskraft. Uligheden i lønninger skabes dermed af forskelle på disse priser på forskellige typer arbejdskraft i et kapløb mellem udbuddet på og efterspørgslen efter den pågældende type. Hvis mange i arbejdsstyrken er parate til at udføre en bestemt type arbejde (højt udbud), som få virksomheder efterspørger (lav efterspørgsel), vil det resultere i en lav løn for det pågældende arbejde. Konkurrencen mellem arbejderne driver lønnen ned. Dette gælder ofte ufaglønnede job som f.eks. opvasker på en restaurant. En type arbejde, som kun få i arbejdsstyrken ønsker eller har kvalifikationerne til at bestride, men som efterspørges af relativt mange, vil medføre en høj løn for det pågældende arbejde. Eksempler på dette er job som kræver meget specialiserede færdigheder, sjældne medfødte evner, f.eks. af kunstnerisk eller atletisk art, eller job, som indebærer en høj risiko.
Fagforeninger og/eller arbejdsgiverorganisationer kan påvirke løndannelsen på arbejdsmarkedet i kraft af deres monopolmagt. Organiseringsgraden på et arbejdsmarked har dermed også betydning for lønspredningen og dermed uligheden i lønindkomster. I USA er den længerevarende tilbagegang i andelen af folk på arbejdsmarkedet, der er medlemmer af en fagforening, således også blevet udpeget som en af årsagerne til den stigende ulighed.

### Uddannelse
En vigtig faktor i skabelsen af ulighed er variationer i personers uddannelsesniveau. Uddannelse skaber højere kvalifikationer og dermed muligheden for højere aflønning.

### Globalisering
Handelsliberaliseringer kan forskyde indkomstuligheden fra en national til en international skala.
Når rige lande handler med fattige lande, kan de ufaglærte arbejdere i de rige lande opleve faldende lønninger som en konsekvens af konkurrencen, mens ufaglærte arbejdere i de fattige lande kan opleve stigende lønninger af samme årsag. Nobelpristager og handelsøkonom Paul Krugman vurderer, at handelsliberaliseringer har haft en mærkbar effekt på den stigende ulighed i USA. Han tilskriver denne trende forøget samhandel med fattige lande og opdelingen af produktionen, så job, der kræver få kvalifikationer, bliver mere handlede over landegrænserne. Han vurderer dog, at denne konsekvens af handel for uligheden i USA er af mindre betydning sammenlignet med andre årsager som teknologiske innovationer, et synspunkt, der deles af andre eksperter. Lawrence Katz vurderer, at 5-15% of den stigende indkomstulighed kan tilskrives handel. Robert Lawrence mener, at teknologisk udvikling og automatisering har medført, at ufaglærte job er blevet erstattet med maskriner i rige lande, og at disse lander ikke længere har større antal ufaglærte arbejdere i fremstillingserhverv, som kan påvirkes af konkurrencen fra fattigere lande.

### Betydningen af kønsforskelle
I mange lande er der et indkomstgab mellem kønnene til fordel for mændene på arbejdsmarkedet. For eksempel er medianlønnen for fuldtidsarbejdende amerikanske kvinder 77 % af den tilsvarende medianløn for mænd. Adskillige faktorer kan forklare denne forskel. I gennemsnit er kvinderne mere tilbøjelige end mændene til at lægge vægt på andre faktorer end penge, når de søger arbejde, og de kan være mindre parate til at flytte bopæl på grund af arbejdet. En hypotese er, at forskellen skyldes kvinders fravær på arbejdsmarkedet som følge af ægteskab og graviditet, men indkomststudier viser, at dette ikke forklarer hele forskellen. En rapport fra U.S. Census har anført, at selv når man har taget højde for sådanne faktorer i en amerikansk sammenhæng, er der stadig en forskel mellem mænds og kvinders indkomster. Indkomstgabet i andre lande rækker fra 53 % i Botswana til -40 % i Bahrain.

### Præferenceforskelle
Ligesom kulturelle forskelle kan forskelle i personlige præferencer i en befolkning bidrage til den økonomiske ulighed. Eksempelvis kan personer reagere forskelligt på et valg mellem at arbejde flere timer for at tjene penge eller nyde mere frihed; to personer med samme evner og dermed samme indkomstpotentiale kan altså vælge forskellige strategier, når de står over for sådan et valg. På samme måde kan forskellige personer have forskellige grader af risikoaversion. Når personer med de samme evner og færdigheder foretager sig risikobetonede aktiviteter, som potentialt kan give et stort økonomisk udbytte (f.eks. opstart af egen virksomhed), vil nogle af disse aktiviteter få succes og andre det modsatte. Eksistensen af både succesfulde og mindre succesfulde personer vil medføre økonomisk ulighed, selvom de pågældende personer som udgangspunkt har haft de samme kvalifikationer og ydet den samme arbejdsindsats.

### Formuekoncentration
Formuekoncentration er en proces, hvor nyskabt formue under visse omstændigheder bliver koncentreret i hænderne på personer eller grupper, der allerede er formuende. Ifølge denne teori vil de, der allerede er rige, have midlerne til at investere i nye former for værdiskabelse eller på andre måder geare deres formueakkumulation. Sådanne mekanismer kan bidrage mærkbart til persistensen og selvforstærkningen af ulighed i et samfund. Den franske økonom og specialist i formue- og indkomstulighed Thomas Piketty udgav således i 2014 bestselleren Le Capital au XXIe siècle (dansk: Kapitalen i det 21. århundrede), der opsummerede hans forskning, og hvor et hovedtema er, at uligheden i de vestlige samfund er stigende pga. stadig større koncentration af formuer og arvet kapital hos en gruppe rentierer.

### Rent-seeking
Økonomen og Nobelpristageren Joseph Stiglitz mener, at markedskræfterne ikke kan forklare den eksisterende koncentration af formue og indkomst, men snarere burde modvirke koncentrationen. Denne kan derfor bedre forklares ved det ikke-markedsmæssige begreb rent-seeking. Mens markedet vil sørge for at belønne talent og flid, der skaber større produktivitet og velstand, vil det også sørge for at forhindre succesfulde iværksættere i at tjene ekstraordinært høje profitter, idet markedet skaber konkurrenter, der vil bortkonkurrere en sådan overnormal profit. En bedre forklaring på den voksende ulighed er derfor ifølge Stiglitz brugen af den politiske magt, de eksisterende formuer har givet forskellige grupper til at fremme politiske tiltag, som er gavnlige for de samme grupper. Denne proces, som økonomer har givet betegnelsen rent-seeking, skaber ikke ny indkomst for samfundet i form af ny produktion, men giver de pågældende grupper en gevinst ved at "snuppe en større andel af den rigdom, som ellers ville være blevet produceret uden deres hjælp"
Rent-seeking anses ofte for især at finde sted i samfund med svage institutioner og et svagt retssamfund, men Stiglitz mener, at fænomenet også eksisterer i vidt omfang i udviklede lande som USA. Eksempler herpå er således
- at få adgang til offentlige resurser under markedsprisen (når det offentlige f.eks. sælger jord til jernbane- og andre infrastrukturinvesteringer[35] eller sælger adgang til mineraler og andre naturresurser for en lav pris)[36],
- at sælge varer og tjenesteydelser til det offentlige over markedsprisen [37] (i USA er der således regler, der forhindrer regeringen i at forhandle med medicinalvirksomhederne om medicinprisen, en regel, der angiveligt koster den amerikanske regering et beløb i størrelsesordenen 50 mia. dollar eller mere om året),
- at sikre, at de offentlige myndigheder tolererer udøvelsen af monopolvirksomhed (verdens rigeste person i 2011, Carlos Slim, kontrollerer således Mexicos nyligt privatiserede telekommunikationsbranche)[38].

Eftersom rent-seeking har til formål at "plukke gåsen for det størst mulige antal fjer med mindst mulig hvæsen til følge" forsøger sådanne aktiviteter ifølge Stiglitz af natur at undgå offentlighedens søgelys ved at bruge indviklet jura eller camouflere deres aktiviteter med vidt udbredte rationaliseringer (f.eks. at markeder naturligt har fuldkommen konkurrence og dermed ikke behøver offentlig regulering mod monopoler).

### Den finansielle sektors betydning
Økonomen James K. Galbraith anfører, at lande med relativt store finansielle sektorer også har relativt høj ulighed, og mener, at sammenhængen ikke er udtryk for nogen tilfældighed.

## Modvirkende faktorer
En række forskellige faktorer begrænser den økonomiske ulighed. De kan opdeles i to typer: Resultater af økonomisk politik og markedsdrevne faktorer. Den relative gevinst og effektivitet af hver af disse typer af tiltag er genstand for en permanent debat.
Politiske tiltag, der kan formindske uligheden, omfatter:
- Offentlig uddannelse: Forøgelse af udbuddet af uddannet arbejdskraft og formindskelse af de indkomstforskelle, der skyldes forskelle i uddannelsesniveau.[42]
- Progressiv beskatning: I et progressivt skattesystem har højindkomstgrupper en større effektiv skatteprocent end lavindkomstgrupper. Det formindsker uligheden i disponible indkomster i forhold til fordelingen af bruttoindkomsterne. Forskellen mellem Gini-koefficienten målt på indkomsten før skat og Gini-koefficienten for disponible indkomster er en indikator for denne virkning af indkomstbeskatningen.[43] Økonomer som Paul Krugman og Emmanuel Saez har anført, at skattepolitikken i USA efter anden verdenskrig har bidraget mærkbart til at forøge indkomstuligheden.[22]
- Lovgivning om minimumsløn: Ved at fastsætte en høj minimumsløn ved lov, vil indkomsterne for de lavestlønnede i beskæftigelse stige. Sådanne tiltag kan god også føre til, at nogle lavtlønnede job ikke længere vil eksistere, hvilket skaber større ledighed for lavtlønsgrupper.
- Gratis eller subsidieret offentlig forsyning med varer og tjenesteydelser: Ved at uddele eller give tilskud til varer og tjenester som f.eks. sundhedsydelser, undervisning, børnepasning eller boligydelser kan den offentlige sektor forbedre lavindkomstgruppernes effektive købekraft, også relativt i forhold til højindkomstgrupper.
- Understøttelse af fagforeninger: Lovgivning, som understøtter fagforeningers dannelse og arbejde, i USA således den såkaldte Wagner-lov (National Labor Relations Act).

Fagforeninger, som dog ikke styres fra politiks hånd, kan også medvirke til at reducere uligheden, da de gør det nemmere for arbejdstagere i lavindkomstgrupper, at forhandle bedre lønninger og vilkår for deres arbejde. I USA har fagforeningerns indflydelse været faldende gennem flere årtier, hvilket kan afspejles i stigende økonomiske ulighed og større ulighed i arbejdsstyrkens produktivitet.

## Virkninger af ulighed
Blandt virkninger af ulighed, som forskere har påvist, er højere forekomster af sundhedsmæssige og sociale problemer (f.eks. kriminalitet) og lavere forekomster af sociale goder, et lavere niveau for samfundsmæssig nytte af resurser, der anvendes til luksusforbrug og en lavere økonomisk vækst, når investeringer i humankapital ignoreres til fordel for mere luksuriøse varer.
Nobelprisvinderen i økonomi 2013 Robert J. Shiller har udtalt, at stigende ulighed i USA og andre steder er det vigtigste samfundsproblem lige nu.

### Sammenhængskraft
Forskning har vist en negativ sammenhæng mellem indkomstulighed og social sammenhængskraft. I mere lige samfund er personer mere tilbøjelige til at have tillid til hinanden, indikatorer for social kapital (gevinsterne ved samhørighedsfølelse, gensidig sympati mv. hos grupper som udgør en social enhed) peger på en større involvering i samfundet, og hyppigheden af drab er konsekvent lavere.
Ved at sammenligne resultater fra besvarelsen af spørgsmålet Ville andre snyde dig, hvis de fik chancen? fra den amerikanske socialundersøgelse med statistikker for indkomstulighed fandt Eric Uslaner og Mitchell Brown, at der er en høj korrelation mellem omfanget af tillid i et samfund og omfanget af indkomstulighed.
I to undersøgelser har Robert Putnam påvist en sammenhæng mellem social kapital og økonomisk ulighed. Hans vigtigste undersøgelser påviste denne sammenhæng i USA og Italien.
Økonomen Joseph Stiglitz har anført, at økonomisk ulighed har ført til mistillid til både erhvervsliv og myndigheder.

### Kriminalitet
Omfanget af kriminalitet har også vist sig at være korreleret med uligheden i samfundet. De fleste studier, der har undersøgt sammenhængen, har koncentreret sig om at undersøge drab, da drab er stort set ensartet defineret over alle nationer og jurisdiktioner. Der har været over halvtreds studier, der har vist en tendens til, at vold er mere almindelig i samfund, hvor indkomstforskellene er højere. Studierne har sammenlignet udviklede lande med udviklingslande såvel som sammenlignet områder inden for enkelte lande. Daly mfl. fandt, at blandt amerikanske delstater og canadiske provinser er der en tifoldig forskel i drabsrater relateret til ulighed. De estimerede, at omkring halvdelen af variationen i drabsrater hænger sammen med forskelle i omfanget af ulighed i hver provins eller delstat. Fajnzylber et al. (2002) fandt et tilsvarende forhold på verdensplan.

### Nytte, økonomisk velfærd og distributiv efficiens
Følger man det utilitaristiske princip om at søge det største gode for det størst mulige antal, er økonomisk ulighed i sig selv problematisk. Et hus, der giver mindre nytte til en millionær, der anvender det som sommerhus, end det ville give til en hjemløs familie på fem, er et eksempel på forringet distributiv efficiens, som formindsker den marginale nytte af rigdom og dermed den totale sum af personlig nytte. En ekstra krone brugt af en fattig person vil gå til varer, der giver den pågældende høj nytte, som grundlæggende nødvendigheder som mad, vand og klæder; mens en ekstra krone brugt af en langt rigere person tænkeligt vil gå til mere luksusprægede personer, som giver relativt mindre nytte til den pågældende person. Marginalnytten af formue (den "ekstra" krone) formindskes, efterhånden som en person bliver rigere. Set fra denne synsvinkel vil et samfund med en givet samlet rigdom have højere samlet nytte, jo mere lige rigdommen er fordelt. Nogle studier har fundet belæg for denne teori, idet der er en tendens til at den målte tilfredshed og lykke i befolkningen er højere, jo lavere uligheden er.
Økonomen Arthur Pigou nævner, at

... det er klart, at en enhver transferering af indkomst fra en relativt rig mand til en relativt fattig mand med samme sindelag må forøge den samlede sum af tilfredsstillelse, idet den tillader mere intensive behov at blive tilfredsstillet på bekostning af mindre intensive behov. Den gamle "lov om aftagende nytte" fører således klart til sætningen: Et tiltag der forøger den absolutte andel af den reale indkomst, som de fattige ejer, vil i almindelighed forøge den økonomiske velfærd, forudsat at det ikke fører til en indskrænkning i størrelsen af det nationale udbytte fra nogen synsvinkel.

Ud over virkningen af aftagende marginal nytte i en ulige fordeling har Pigou og andre bemærket, at en "holde trit med Sørensens"-effekt (keeping up with the Joneses) blandt velstående grupper kan føre til større ulighed og resurseforbrug uden nogen stigning i den samlede nytte:

en større andel af tilfredsstillelsen fra indkomsten hos rige mennesker kommer fra dens relative, snarere end fra dens absolutte betydning. Denne del vil ikke forsvinde, hvis indkomsten fra alle rige mennesker formindskes samtidig. Tabet af økonomisk velfærd, som de rige lider, når råderetten over resurserne overføres fra dem til de fattige vil derfor blive væsentligt mindre i forhold til gevinsten i økonomisk velfærd for de fattige, end loven om aftagende nytte i sig selv peger på.

Når målet er at eje den største yacht - snarere end et skib med bestemte egenskaber - er der ikke nogen større avn af at eje et skib på 100 meter end et skib på 20 meter, så længe det blot er større end rivalens.

### Ulighed og økonomisk vækst
I mange tilfælde vil der ifølge den økonomiske videnskab være en modsætning mellem økonomisk lighed og samfundsøkonomisk effektivitet. Økonomen Arthur Okun fremførte således i 1960'erne, at en økonomisk politik, der stræber efter færre uligheder, kan formindske incitamenterne til at arbejde, spare op og investere (f.eks. progressiv beskatning og minimumslønninger). Man bruger billedet om en spand, der er læk: Hver gang man bruger spanden til at overføre resurser fra rige til fattige, vil nogle af resurserne forsvinde under vejs på grund af forskellige former for inefficiens.
På samme måde har forskellige økonomer argumenteret for, at højindkomstgrupper sparer en større andel af deres indkomster op. Større ulighed kan således føre til større samlet opsparing og dermed kapitalakkumulation og vækst.
Mange forskere har empirisk undersøgt forholdet mellem økonomisk vækst og indkomstulighed i en lang række lande. En typisk tilgang har været at sammenholde landes reale BNP-vækst pr. capita over en lang periode (f.eks. 1965 til 1990) med indkomstfordelingen ved starten af perioden, mens man samtidig tager højde for andre faktorer som eksempelvis niveauet for realt BNP pr. capita i startåret. En typisk konklusion var, at mere ulige lande har en tendens til at vokse langsommere (Alesina and Rodrik, 1994), men der har også været undersøgelser, der gik i den modsatte retning.
Forbes (2000) fandt, at en stigning i uligheden har en tendens til at blive efterfulgt af højere økonomisk vækst i den efterfølgende periode. I 2011 undersøgte Andrew Berg og Jonathan D. Ostry spørgsmålet om, hvad der betinger længerevarende perioder med høj vækst. De fandt, at en af de mest robuste og vigtige determinanter er niveauet for indkomstuligheden.
Især fandt de, at høje vækstperioder var langt mere tilbøjelige til at stoppe igen i lande med en mindre lige indkomstfordeling, og at den målte effekt var stor. Deres resultater var robuste over for forekomsten af en lang række andre variable i modellen og alternative definitioner af vækstperioder. Ifølge deres resultater, som fik stor opmærksomhed i finansielle medier, hører ulighed klart til i de veletablerede vækstideers “pantheon” sammen med faktorer som politiske institutioner og åbenhed over handel med omverdenen.

Berg og Ostry mener, at høj ulighed kan skade den langsigtede vækst ved at forøge risikoen for en finanskrise, ved at føre til lavere private investeringsniveauer på grund af politisk ustabilitet, ved at gøre det vanskeligere for regeringerne at træffe svære valg i lyset af stød til økonomien, og ved at mindske investeringer i uddannelse og sundhed for lavindkomstgrupperne.
Økonomisk ulighed kan således tænkes at skade væksten via flere forskellige kanaler. En tilgang er tankegangen om imperfektioner på kreditmarkedet. Den demonstrerer, at ulighed kan have langvarig negativ betydning for uddannelsesniveauet (investeringer i humankapital) og økonomisk udvikling, når der er ufuldkommen konkurrence på kreditmarkederne.
En anden tilgang er den politiske økonomi, udviklet af økonomer som Alesina, Rodrik, Persson og Tabellini. De anfører, at ulighed kan skade den økonomiske udvikling, fordi den skaber et pres for en omfordelingsolitik, som igen kan have en negativ virkning på investeringsniveauet.
En analyse af Perotti undersøger de forskellige kanaler, hvorigennem uligheden kan påvirke den økonomiske vækst. Han viser i overensstemmelse med tankegangen om kreditmarkedsimperfektioner, at ulighed empirisk er associeret med lavere niveauer for humankapital (uddannelse, erfaring, lærlingeforhold), mens lavere humankapitalniveauer igen er associeret med lavere økonomisk vækst. Derimod finder han ikke tegn på, at tankegangen fra den politiske økonomi er væsentlig. Han demonstrerer, at ulighed er associeret med lavere skatteniveauer, mens lave skatteniveauer modsat hvad teorien typisk tilsiger, er associeret med lavere niveauer for økonomisk vækst.

## Holdninger til økonomisk ulighed
Der eksisterer meget varierende holdninger til, om og i givet fald i hvor høj grad økonomisk ulighed er et samfundsmæssigt problem. Det er traditionelt et af de centrale spørgsmål der adskiller de politiske holdninger langs højre-venstre-aksen i Danmark og andre vestlige lande, idet venstreorienterede synspunkter historisk har været kendetegnet ved at lægge relativt stor vægt på lighed, mens højreorienterede holdninger i en fordelingspolitisk sammenhæng i højere grad har lagt vægt på at begrænse statens indflydelse og omfordelende rolle.
Forskellige filosofiske teorier og samfundsmæssige tilgange har også varierende holdninger til spørgsmålet om (økonomisk) ulighed. Et meritokratisk synspunkt ønsker et samfund, hvor et individs forhold afhænger direkte af hans bidrag. Økonomisk ulighed kan her betragtes som en naturlig følge af de eksisterende forskelle i individuelle færdigheder, talenter og arbejdsindsats hos verdens befolkning og er dermed ikke i sig selv etisk problematisk. Økonomen Patrick Diamond og sociologen Anthony Giddens har omvendt pointeret, at et 'rent meritokrati hænger ikke sammen, fordi der uden en omfordeling vil ske det at én generations succesrige individer ville blive den næste generations indlejrede kaste, der ophober den kapital, de har akkumuleret'.
Et pragmatisk argument for at begrænse uligheden i et samfund er forestillingen om, at økonomisk ulighed formindsker samfundets sammenhængskraft og forstærker social uro, hvilket svækker hele samfundet. Alberto Alesina, Rafael Di Tella og Robert MacCulloch finder, at ulighed påvirker den gennemsnitlige lykkeopfattelse negativt i Europa, men ikke i USA. 
Det er blevet fremført, at økonomisk ulighed uvægerligt vil medføre politisk ulighed, hvilket vil forstærke problemet. Selv i en situation, hvor en forøgelse af den økonomiske ulighed ikke gør nogen fattigere i absolut forstand, kan en større ulighed i resurseallokeringen være problematisk, fordi det kan medføre et skift i magtforholdene som følge af større ulighed i evnen til at deltage i de demokratiske processer.

## Generelle referencer
Bøger
- Wiemer Salverda, Brian Nolan, Timothy M. Smeeding (redaktører, 2009): The Oxford Handbook of Economic Inequality. Oxford University Press. ISBN 978-0-19-923137-9
- A.B. Atkinsons og F. Bourguignon (1998): Handbook of Income Distribution, Elsevier
- Peter Lambert (2002). Distribution and Redistribution of Income. Manchester University Press, 3. udgave. ISBN 0-7190-5732-9
- Amartya Sen og James Foster (1997): On Economic Inequality (Radcliffe Lectures). Oxford University Press. ISBN 0-19-828193-5.
- Richard G. Wilkinson (2005), The Impact of Inequality – how to make sick societies healthier, The New Press, ISBN 1-56584-925-6 (hc.)
- Richard G. Wilkinson og Kate Pickett (2009): The Spirit Level: Why more equal societies almost always do better, Allen Lane, ISBN 978-1-84614-039-6
- Amartya Sen (1999): Development as Freedom. New York: Anchor Books.
- Martin Gilens: Affluence & Influence: Economic Inequality and Political Power in America. Princeton University Press and the Russell Sage Foundation, 2012.